# Giancarlo Magi
Giancarlo Magi (Dessiè, 26 maggio 1940) è un ex calciatore italiano, di ruolo centrocampista.

## Carriera
Ha disputato 4 campionati di Serie A con le maglie di Fiorentina, Catania e Foggia, per complessive 80 presenze e 6 reti.